# Yukarı Körücek, Mecitözü
Körücek là một xã thuộc huyện Mecitözü, tỉnh Çorum, Thổ Nhĩ Kỳ. Dân số thời điểm năm 2010 là 63 người.